# كارل رايس
كارل رايس (بالإنجليزية: Carl Rice)‏ هو ممثل بريطاني، ولد في 1980 في المملكة المتحدة.

## وصلات خارجية
- كارل رايس على موقع IMDb (الإنجليزية)
- كارل رايس على موقع ألو سيني (الفرنسية)
- كارل رايس على موقع كينوبويسك (الروسية)